# Kaliofilita
La kaliofilita és un mineral de la classe dels silicats.

## Característiques
La kaliofilita és un tectosilicat de fórmula química KAlSiO₄. Cristal·litza en el sistema trigonal. La seva duresa a l'escala de Mohs es troba entre 5,5 i 6.
Segons la classificació de Nickel-Strunz, la kaliofilita pertany a «09.FA - Tectosilicats sense H₂O zeolítica, sense anions addicionals no tetraèdrics» juntament amb els següents minerals: kalsilita, nefelina, panunzita, trikalsilita, yoshiokaïta, megakalsilita, malinkoïta, virgilita, lisitsynita, adularia, anortoclasa, buddingtonita, celsiana, hialofana, microclina, ortosa, sanidina, rubiclina, monalbita, albita, andesina, anortita, bytownita, labradorita, oligoclasa, reedmergnerita, paracelsiana, svyatoslavita, kumdykolita, slawsonita, lisetita, banalsita, stronalsita, danburita, maleevita, pekovita, lingunita i kokchetavita.

## Formació i jaciments
Va ser descoberta al mont Somma, al complex volcànic Somma-Vesuvi, a la província de Nàpols (Campània, Itàlia), on sol trobar-se associada a altres minerals com: biotita, piroxens, augita, mel·lilita i calcita. També ha estat descrita a altres localitats italianes, així com a la pedrera Moiliili, a Honolulu (Hawaii, Estats Units).